# Eupithecia indistincta
Eupithecia indistincta là một loài bướm đêm trong họ Geometridae.